# المناخ في المملكة المتحدة

تصنيف كوبن للمناخ للمملكة المتحدة

تمتد المملكة المتحدة على خطوط العرض الوسطى الأعلى بين 49 درجة و61 درجة شمالًا على الساحل الغربي لأوروبا. تقع المملكة المتحدة دائمًا في مسار التيار النفاث الأمامي القطبي أو بالقرب منه، لذا فإن التغييرات المتكررة في الضغط والطقس غير المستقر تعتبر نموذجية. يمكن اختبار العديد من ظروف الطقس في يوم واحد. يعدّ مناخ المملكة المتحدة متغيرًا بشكل عام، وغالبًا ما يكون غائمًا خاصة في المناطق الواقعة في أقصى شمال البلاد، مع توزع الأمطار بشكل متساوٍ على مدار العام.
يُعرَّف المناخ في المملكة المتحدة بأنه مناخ محيطي معتدل رطب أو سي إف بي على تصنيف كوبن للمناخ، وهو تصنيف تشترك فيه مع معظم دول شمال غرب أوروبا. تتأثر المناخات الإقليمية بالمحيط الأطلسي وخط العرض. تعد أيرلندا الشمالية وويلز والأجزاء الغربية من إنجلترا واسكتلندا الأقرب إلى المحيط الأطلسي، عمومًا أكثر المناطق اعتدالًا ورطوبة ورياحًا في المملكة المتحدة، ونادرًا ما تكون درجات الحرارة هناك شديدة. تعدّ المناطق الشرقية أكثر جفافًا وبرودة وأقل عصفًا، كما أنها تشهد أكبر تغيرات في درجات الحرارة اليومية والموسمية. تعدّ المناطق الشمالية بشكل عام أكثر برودة ورطوبة، ولها نطاقات درجة حرارة أكبر قليلًا من المناطق الجنوبية، والتي تكون أكثر دفئًا وجفافًا بشكل عام.
تقع المملكة المتحدة في غالبها تحت تأثير الكتلة الهوائية القطبية البحرية من الشمال الغربي. تعد أيرلندا الشمالية وغرب اسكتلندا الأكثر تعرضًا للكتلة الهوائية القطبية البحرية التي تجلب الهواء الرطب البارد، إذ أن شرق اسكتلندا وشمال شرق إنجلترا أكثر تعرضًا للكتلة الهوائية القطبية القارية التي تجلب الهواء البارد الجاف. يعد الجنوب والجنوب الشرقي من إنجلترا الأقل تعرضًا للكتل الهوائية القطبية من الشمال الغربي، وفي بعض الأحيان تشهد كتل هوائية استوائية قارية من الجنوب، والتي تجلب الهواء الدافئ الجاف في الصيف. تتراوح درجة الحرارة بشكل متوسط بين 18-25 درجة مئوية (64-77 درجة فهرنهايت).
قد تختلف درجات الحرارة بشكل كبير بين أقصى شمال اسكتلندا (بما في ذلك جزرها) والجنوب الشرقي لإنجلترا، إذا كانت الكتل الهوائية قوية بما يكفي في مناطقها الخاصة خلال فصل الصيف، ويكون الفارق غالبًا 10-15 درجة مئوية (18-27 درجة فهرنهايت) ولكن في بعض الأحيان تصل إلى 20 درجة مئوية (36 درجة فهرنهايت) أو أكثر. يمكن أن تصل درجات الحرارة في الجزر الشمالية في ذروة الصيف إلى حوالي 15 درجة مئوية (59 درجة فهرنهايت).
يتغير مناخ المملكة المتحدة بسبب النشاط البشري، مع سيادة صيف حار وشتاء أكثر رطوبة.

## إنجلترا

### المعدلات
تتمتع إنجلترا عمومًا بدرجات حرارة قصوى ودنيا، أعلى من المناطق الأخرى في المملكة المتحدة، على الرغم من أن درجات الحرارة الدنيا في ويلز تكون أعلى بين نوفمبر وفبراير، بينما تتمتع أيرلندا الشمالية بدرجات حرارة قصوى أعلى بين ديسمبر وفبراير. تعد إنجلترا أيضًا أكثر إشراقًا على مدار العام، ولكن على عكس ويلز وأيرلندا الشمالية واسكتلندا، فإن الشهر الأكثر إشراقًا هو يوليو، بمتوسط 193.5 ساعة.
في إنجلترا، تمطر في أيام أقل في كل شهر على مدار العام مقارنة ببقية المملكة المتحدة، ويقل مجموع هطول الأمطار في كل شهر، ويعد شهر مايو الأكثر جفافًا، بمتوسط 58.4 ملم (2.30 بوصة). يُظهر مناخ جنوب غرب إنجلترا تباينًا موسميًا في درجات الحرارة، على الرغم من أنه أقل تطرفًا من معظم المملكة المتحدة مع فصول شتاء أكثر اعتدالًا. يمكن زراعة أنواع معينة من أشجار النخيل والنباتات الغريبة الأخرى في المناطق الساحلية في جنوب غرب إنجلترا، على الرغم من كون الصيف أكثر برودة من الجنوب الشرقي.
تكون العواصف أقل شيوعًا في إنجلترا مقارنة باسكتلندا، إلا أنه من الممكن أن تهب رياح قوية، ونادرًا ما تكون بقايا أعاصير المحيط الأطلسي والعواصف الاستوائية. وقعت بعض الأحداث مثل العاصفة الكبرى عام 1987 بالقرب من المملكة المتحدة وتسببت في أضرار في إنجلترا.
تشيع موجات حر معتدلة في الصيف تضل إلى 30 درجة مئوية وقد يحصل جفاف أيضًا، خاصة في لندن وجنوب شرق إنجلترا. كان صيف 2018 مشمسًا وجافًا بشكل خاص في جميع أنحاء إنجلترا. يأتي اتجاه الرياح السائد في إنجلترا من الجنوب الغربي. تعد لندن عرضة للتغير المناخي في المملكة المتحدة، ويتزايد القلق بين خبراء الهيدرولوجيا من احتمال نفاد المياه من المنازل في لندن قبل عام 2050.

## أيرلندا الشمالية
تعد أيرلندا الشمالية أكثر دفئًا من اسكتلندا على مدار العام، إذ تكون درجات الحرارة القصوى أكثر اعتدالًا من ويلز بين ديسمبر وأبريل، وأكثر اعتدالًا من إنجلترا بين ديسمبر وفبراير، لكن أيرلندا الشمالية تكون أكثر برودة بقية العام. تكون مجاميع أشعة الشمس في كل شهر أكثر من تلك الموجودة في اسكتلندا، ولكنها أقل من تلك الموجودة في بقية بريطانيا العظمى. أيرلندا الشمالية أكثر جفافًا، وتمتاز بأيام ممطرة أقل من اسكتلندا على مدار العام، باستثناء شهر مايو، عندما تمطر في معظم أيامه. تعد أيرلندا الشمالية أيضًا أكثر جفافًا من ويلز في كل شهر، ومع ذلك تمطر السماء في أيرلندا خلال عدد أيام أكثر في السنة مقارنة مع ويلز. يعد يناير أكثر الشهور الممطرة، عندما يكون المعدل في 17.8 يومًا أكثر من 1 ملم (0.04 بوصة) من الأمطار في المتوسط.

## اسكتلندا
تعدّ اسكتلندا باردة مقارنة ببقية أجزاء المملكة المتحدة. يسود مناخ محيطي في الأراضي المنخفضة (كوبن)، بينما يكون الصيف باردًا بدرجة كافية لتصنيف المناخ على أنه شبه قطبي محيطي في الجبال وفي أجزاء من شتلاند. يكون متوسط درجات الحرارة الدنيا في اسكتلندا أعلى بقليل من الصفر في أشهر الشتاء، ويصل متوسط درجات الحرارة المرتفعة إلى 17 درجة مئوية (63 درجة فهرنهايت) في الصيف.
تعدّ أفيمور من أبرد الأماكن المأهولة بالسكان، بسبب موقعها الداخلي وارتفاعها حوالي 210 متر (690 قدمًا). يعدّ يناير الشهر الأكثر رطوبة في اسكتلندا. تكون معظم الأشهر أكثر رطوبة من الأجزاء الأخرى من المملكة المتحدة، باستثناء أواخر الربيع إلى أوائل الخريف.

## التغير المناخي
تتنبأ التقديرات المركزية الصادرة عن مكتب الأرصاد الجوية أن متوسط درجة الحرارة السنوية سيرتفع بمقدار درجتين مئويتين، وأن تزداد حرارة أحر يوم صيفي بمقدار 3 درجات مئوية بحلول خمسينيات القرن الواحد والعشرين. يُرجح أيضًا أن يزداد متوسط هطول الأمطار في فصل الشتاء، وأن تشهد معظم المناطق انخفاضًا طفيفًا في هطول الأمطار السنوي.
كان العقد من عام الأول من القرن الحادي والعشرين الأكثر دفئًا منذ اعتماد السجل المعتمد في عام 1850، وفقًا لمكتب الأرصاد الجوية في المملكة المتحدة. أفاد كل من مكتب الأرصاد الجوية وبي بي سي في عام 2019 أن أحر 10 سنوات في المملكة المتحدة كانت كلها منذ عام 2002.
أعلن بوريس جونسون أن المملكة المتحدة ستضع هدفًا يتمثل في خفض انبعاثات غازات الدفيئة بنسبة 68% بحلول عام 2030، وتضمين هذا الهدف في التزاماتها في اتفاقية باريس.